# Bayandayevsky (huyện)
Huyện Bayandayevsky (tiếng Nga: ? райо́н) là một huyện hành chính tự quản (raion), của Tỉnh Irkutsk, Nga. Huyện có diện tích 3756 km². Trung tâm của huyện đóng ở Bavly.